# 대월사기전서

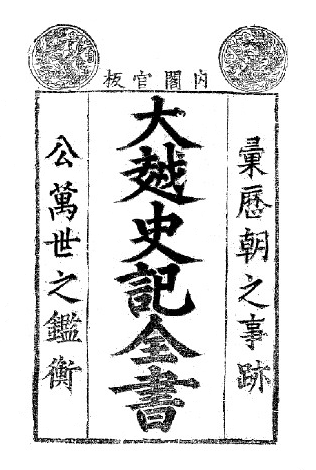
대월사기전서

대월사기전서(베트남어: Đại Việt sử ký toàn thư / 大越史記全書)는 베트남 후 레 왕조의 공식 편년체사서이다. 후 레 성종(後黎聖宗) 명령 하에 홍덕연간(洪德, 1470-1497) 왕실 역사학자 응오 씨 리엔(베트남어: Ngô Sĩ Liên / 吳士連)이 대월사기(大越史記, Đại Việt sử ký)를 보완하여 편찬한 것으로, 홍방씨(鴻龐氏, Hồng Bàng thị) 이래의 전설과 사실을 기록하였다. 1797년 떠이선(西山) 왕조 사관 응오 떠이 니엠(吳時任, Ngô Thời Nhiệm 혹은 응오 띠 남Ngô Thì Nhậm)에 의하여 소통제(紹統帝) 소통(紹統) 3년(1789) 시기 역사까지 새로 증보되었다.

## 편찬
| 부제                                         | 권    | 책 | 편찬연도                   | 총괄 편찬자                            | 기타  |
| -------------------------------------------- | ----- | -- | -------------------------- | -------------------------------------- | ----- |
| 《외기전서》 (外記全書)                      | 4     | 1  | 1479년 <홍득(洪德) 10년>   | 응오씨리엔 (Ngô Sĩ Liên/吳士連/오사련) |       |
| 《본기전서》 (本紀全書)                      | 9(10) | 3  | 1479년 <홍득(洪德) 10년>   | 응오씨리엔 (Ngô Sĩ Liên/吳士連/오사련) |       |
| 《본기실록》 (本紀實錄)                      | 6(5)  | 3  | 1665년 <까인찌(景治) 3년>  | 팜꽁쭈 (Phạm Công Trứ/范公著/범공저)   | [ 1 ] |
| 《본기속편》 (本紀續編)                      | 3     | 1  | 1665년 <까인찌(景治) 3년>  | 팜꽁쭈 (Phạm Công Trứ/范公著/범공저)   |       |
| 《본기속편추가》 (本紀續編追加)              | 1     | 1  | 1697년 <찐호아(正和) 18년> | 레히 (Lê Hy/黎僖/여희)                 |       |
| 《속편》 (續編) 또는 《월사속편》 (越史續編) | 5     |    | 1797년 <까인틴(景盛) 5년>  | 응오티념 (Ngô Thì Nhậm/吳時任/오시임)  | [ 2 ] |

## 목록

### 권수
| 제1책       | 제1책 | 제1책 |
| ###         | 목록 | 비고  |
| ----------- | --- | ----- |
| 권수 (卷首) | 대월사기속편서(大越史記續編序), 대월사기속편서(大越史記續編書), 대월사기외기전서서(大越史記外紀全書序), 의진대월사기전서표(擬進大越史記全書表), 찬수대월사기전서범례(篡修大越史記全書凣例), 월감통효총론(越鑑通孝總論), 대월사기전서서(大越史記全書序) |       |

### 외기전서
| 제2책 | 제2책     | 제2책                           | 제2책               | 제2책                                                                | 제2책 |
| ###   | ###       | 부제                            | 군주                | 시기(음력)                                                           | 비고  |
| ----- | --------- | ------------------------------- | ------------------- | -------------------------------------------------------------------- | ----- |
| 외기1 | 외기전서1 | 홍방기 (鴻龐紀)                 | 경양왕(涇陽王)      | 기원전 21세기 ~ 기원전 208년 (홍방 경양왕 원년 ~ 어우락 안양왕 50년) |       |
| 외기1 | 외기전서1 | 홍방기 (鴻龐紀)                 | 맥룡군(貉龍君)      | 기원전 21세기 ~ 기원전 208년 (홍방 경양왕 원년 ~ 어우락 안양왕 50년) |       |
| 외기1 | 외기전서1 | 홍방기 (鴻龐紀)                 | 웅왕(雄王)          | 기원전 21세기 ~ 기원전 208년 (홍방 경양왕 원년 ~ 어우락 안양왕 50년) |       |
| 외기1 | 외기전서1 | 촉기 (蜀紀)                     | 안양왕(安陽王)      | 기원전 21세기 ~ 기원전 208년 (홍방 경양왕 원년 ~ 어우락 안양왕 50년) |       |
| 외기2 | 외기전서2 | 조씨기 (趙氏紀)                 | 남월 무제(南越武帝) | 기원전 207년 ~ 기원전 111년 (남비엣 문제 원년 ~ 남비엣 양왕 원년)    |       |
| 외기2 | 외기전서2 | 조씨기 (趙氏紀)                 | 남월 문왕(南越文王) | 기원전 207년 ~ 기원전 111년 (남비엣 문제 원년 ~ 남비엣 양왕 원년)    |       |
| 외기2 | 외기전서2 | 조씨기 (趙氏紀)                 | 남월 명왕(南越明王) | 기원전 207년 ~ 기원전 111년 (남비엣 문제 원년 ~ 남비엣 양왕 원년)    |       |
| 외기2 | 외기전서2 | 조씨기 (趙氏紀)                 | 남월 애왕(南越哀王) | 기원전 207년 ~ 기원전 111년 (남비엣 문제 원년 ~ 남비엣 양왕 원년)    |       |
| 외기2 | 외기전서2 | 조씨기 (趙氏紀)                 | 남월 양왕(南越陽王) | 기원전 207년 ~ 기원전 111년 (남비엣 문제 원년 ~ 남비엣 양왕 원년)    |       |
| 외기3 | 외기전서3 | 속서한기 (屬西漢紀)             |                     | 기원전 110년 ~ 226년 (신미년(辛未年) ~ 사왕 40년)                    |       |
| 외기3 | 외기전서3 | 징여왕기 (徵女王紀)             | 쯩짝(徵側)          | 기원전 110년 ~ 226년 (신미년(辛未年) ~ 사왕 40년)                    |       |
| 외기3 | 외기전서3 | 징여왕기 (徵女王紀)             | 쯩니(徵貳)          | 기원전 110년 ~ 226년 (신미년(辛未年) ~ 사왕 40년)                    |       |
| 외기3 | 외기전서3 | 속동한기 (屬東漢紀)             |                     | 기원전 110년 ~ 226년 (신미년(辛未年) ~ 사왕 40년)                    |       |
| 외기3 | 외기전서3 | 사왕기 (士王紀)                 | 사섭(士燮)          | 기원전 110년 ~ 226년 (신미년(辛未年) ~ 사왕 40년)                    |       |
| 외기4 | 외기전서4 | 속오진송제양기 (屬吳晉宋齊梁紀) |                     | 227년 ~ 601년 (정미년(丁未年) ~ 전 리 후이남제 32년)                 |       |
| 외기4 | 외기전서4 | 전이기 (前李紀)                 | 전이남제(前李南帝)  | 227년 ~ 601년 (정미년(丁未年) ~ 전 리 후이남제 32년)                 |       |
| 외기4 | 외기전서4 | 조월기 (趙越紀)                 | 조월왕(趙越王)      | 227년 ~ 601년 (정미년(丁未年) ~ 전 리 후이남제 32년)                 |       |
| 외기4 | 외기전서4 | 후이기 (後李紀)                 | 후이남제(後李南帝)  | 227년 ~ 601년 (정미년(丁未年) ~ 전 리 후이남제 32년)                 |       |
| 외기5 | 외기전서5 | 속수당기 (屬隋唐紀)             |                     | 602년 ~ 967년 (계혜년(癸亥年) ~ 응오 후오왕 17년)                    |       |
| 외기5 | 외기전서5 | 남북분쟁기 (南北分爭紀)         |                     | 602년 ~ 967년 (계혜년(癸亥年) ~ 응오 후오왕 17년)                    |       |
| 외기5 | 외기전서5 | 오기 (吳紀)                     | 전오왕(前吳王)      | 602년 ~ 967년 (계혜년(癸亥年) ~ 응오 후오왕 17년)                    |       |
| 외기5 | 외기전서5 | 오기 (吳紀)                     | 양평왕(楊平王)      | 602년 ~ 967년 (계혜년(癸亥年) ~ 응오 후오왕 17년)                    |       |
| 외기5 | 외기전서5 | 오기 (吳紀)                     | 천책왕(天策王)      | 602년 ~ 967년 (계혜년(癸亥年) ~ 응오 후오왕 17년)                    |       |
| 외기5 | 외기전서5 | 오기 (吳紀)                     | 후오왕(後吳王)      | 602년 ~ 967년 (계혜년(癸亥年) ~ 응오 후오왕 17년)                    |       |
| 외기5 | 외기전서5 | 오기 (吳紀)                     | 오사군(吳使君)      | 602년 ~ 967년 (계혜년(癸亥年) ~ 응오 후오왕 17년)                    |       |

### 본기전서
| 제3책  | 제3책     | 제3책         | 제3책          | 제3책           | 제3책                                                                     | 제3책 |
| ###    | ###       | 부제          | 목록           | 군주            | 시기(음력)                                                                | 비고  |
| ------ | --------- | ------------- | -------------- | --------------- | ------------------------------------------------------------------------- | ----- |
| 본기 1 | 본기전서1 | 정기 (丁紀)   | 선황제(先皇帝) | 선제(先帝)      | 968년 ~ 1009년 (딘 선제(先帝) 원년 ~ 전 레 까인투이(景瑞) 2년)            |       |
| 본기 1 | 본기전서1 | 정기 (丁紀)   | 폐제(廢帝)     | 위왕(衛王)      | 968년 ~ 1009년 (딘 선제(先帝) 원년 ~ 전 레 까인투이(景瑞) 2년)            |       |
| 본기 1 | 본기전서1 | 여기 (黎紀)   | 대행(大行)     | 대행제(大行帝)  | 968년 ~ 1009년 (딘 선제(先帝) 원년 ~ 전 레 까인투이(景瑞) 2년)            |       |
| 본기 1 | 본기전서1 | 여기 (黎紀)   | 중종(中宗)     | 중종제(中宗帝)  | 968년 ~ 1009년 (딘 선제(先帝) 원년 ~ 전 레 까인투이(景瑞) 2년)            |       |
| 본기 1 | 본기전서1 | 여기 (黎紀)   | 와조(臥朝)     | 와조제(臥朝帝)  | 968년 ~ 1009년 (딘 선제(先帝) 원년 ~ 전 레 까인투이(景瑞) 2년)            |       |
| 본기 2 | 본기전서2 | 이기 (李紀) 1 | 태조(太祖)     | 리 태조(李太祖) | 1010년 ~ 1054년 (리 투언티엔(順天) 원년 ~ 리 롱투이타이빈(龍瑞太平) 원년) |       |
| 본기 2 | 본기전서2 | 이기 (李紀) 1 | 태종(太宗)     | 리 태종(李太宗) | 1010년 ~ 1054년 (리 투언티엔(順天) 원년 ~ 리 롱투이타이빈(龍瑞太平) 원년) |       |
| 본기 3 | 본기전서3 | 이기 (李紀) 2 | 성종(聖宗)     | 리 성종(李聖宗) | 1055년 ~ 1138년 (리 롱투이타이빈(龍瑞太平) 2년 ~ 리 티에우민(紹明) 원년)  |       |
| 본기 3 | 본기전서3 | 이기 (李紀) 2 | 인종(仁宗)     | 리 인종(李仁宗) | 1055년 ~ 1138년 (리 롱투이타이빈(龍瑞太平) 2년 ~ 리 티에우민(紹明) 원년)  |       |
| 본기 3 | 본기전서3 | 이기 (李紀) 2 | 신종(神宗)     | 리 신종(李神宗) | 1055년 ~ 1138년 (리 롱투이타이빈(龍瑞太平) 2년 ~ 리 티에우민(紹明) 원년)  |       |
| 본기 4 | 본기전서4 | 이기 (李紀) 3 | 영종(英宗)     | 리 영종(李英宗) | 1139년 ~ 1225년 (리 티에우민(紹明) 2년 ~ 쩐 끼엔쭝(建中) 원년)            |       |
| 본기 4 | 본기전서4 | 이기 (李紀) 3 | 고종(高宗)     | 리 고종(李高宗) | 1139년 ~ 1225년 (리 티에우민(紹明) 2년 ~ 쩐 끼엔쭝(建中) 원년)            |       |
| 본기 4 | 본기전서4 | 이기 (李紀) 3 | 혜종(惠宗)     | 리 혜종(李惠宗) | 1139년 ~ 1225년 (리 티에우민(紹明) 2년 ~ 쩐 끼엔쭝(建中) 원년)            |       |
| 본기 4 | 본기전서4 | 이기 (李紀) 3 | 소황(昭皇)     | 리 소황(李昭皇) | 1139년 ~ 1225년 (리 티에우민(紹明) 2년 ~ 쩐 끼엔쭝(建中) 원년)            |       |

| 제4책  | 제4책     | 제4책           | 제4책                      | 제4책            | 제4책                                                          | 제4책 |
| ###    | ###       | 부제            | 목록                       | 군주             | 시기(음력)                                                     | 비고  |
| ------ | --------- | --------------- | -------------------------- | ---------------- | -------------------------------------------------------------- | ----- |
| 본기 5 | 본기전서5 | 진기 (陳紀) 1   | 태종(太宗)                 | 쩐 태종(陳太宗)  | 1226년 ~ 1293년 (쩐 끼엔쭝(建中) 2년 ~ 쩐 흥롱(興隆) 원년)     |       |
| 본기 5 | 본기전서5 | 진기 (陳紀) 1   | 성종(聖宗)                 | 쩐 성종(陳聖宗)  | 1226년 ~ 1293년 (쩐 끼엔쭝(建中) 2년 ~ 쩐 흥롱(興隆) 원년)     |       |
| 본기 5 | 본기전서5 | 진기 (陳紀) 1   | 인종(仁宗)                 | 쩐 인종(陳仁宗)  | 1226년 ~ 1293년 (쩐 끼엔쭝(建中) 2년 ~ 쩐 흥롱(興隆) 원년)     |       |
| 본기 6 | 본기전서6 | 진기 (陳紀) 2   | 영종(英宗)                 | 쩐 영종(陳英宗)  | 1294년 ~ 1329년 (쩐 흥롱(興隆) 2년 ~ 쩐 카이흐우(開佑) 원년)   |       |
| 본기 6 | 본기전서6 | 진기 (陳紀) 2   | 명종(明宗)                 | 쩐 명종(陳明宗)  | 1294년 ~ 1329년 (쩐 흥롱(興隆) 2년 ~ 쩐 카이흐우(開佑) 원년)   |       |
| 제5책  |           |                 |                            |                  |                                                                |       |
| ###    | ###       | 부제            | 목록                       | 군주             | 시기(음력)                                                     | 비고  |
| 본기 7 | 본기전서7 | 진기 (陳紀) 3   | 헌종(憲宗)                 | 쩐 헌종(陳憲宗)  | 1330년 ~ 1377년 (쩐 카이흐우(開佑) 2년 ~ 쩐 쓰엉푸(昌符) 원년) | [ 3 ] |
| 본기 7 | 본기전서7 | 진기 (陳紀) 3   | 유종(裕宗)                 | 쩐 유종(陳裕宗)  | 1330년 ~ 1377년 (쩐 카이흐우(開佑) 2년 ~ 쩐 쓰엉푸(昌符) 원년) | [ 3 ] |
| 본기 7 | 본기전서7 | 진기 (陳紀) 3   | 예종(藝宗)                 | 쩐 예종(陳藝宗)  | 1330년 ~ 1377년 (쩐 카이흐우(開佑) 2년 ~ 쩐 쓰엉푸(昌符) 원년) | [ 3 ] |
| 본기 7 | 본기전서7 | 진기 (陳紀) 3   | 예종(睿宗)                 | 쩐 예종(陳睿宗)  | 1330년 ~ 1377년 (쩐 카이흐우(開佑) 2년 ~ 쩐 쓰엉푸(昌符) 원년) | [ 3 ] |
| 본기 8 | 본기전서8 | 진기 (陳紀) 4   | 폐제(廢帝)                 | 영덕왕(靈德王)   | 1378년 ~ 1406년 (쩐 쓰엉푸(昌符) 2년 ~ 호 카이다이(開大) 4년)  | [ 4 ] |
| 본기 8 | 본기전서8 | 진기 (陳紀) 4   | 순종(順宗)                 | 쩐 순종(陳順宗)  | 1378년 ~ 1406년 (쩐 쓰엉푸(昌符) 2년 ~ 호 카이다이(開大) 4년)  | [ 4 ] |
| 본기 8 | 본기전서8 | 진기 (陳紀) 4   | 소제(少帝)                 | 쩐 소제(陳少帝)  | 1378년 ~ 1406년 (쩐 쓰엉푸(昌符) 2년 ~ 호 카이다이(開大) 4년)  | [ 4 ] |
| 본기 8 | 본기전서8 | 진기 (陳紀) 4   | 부록(付祿) <호 왕조(胡朝)> | 호꾸이리(胡季犛) | 1378년 ~ 1406년 (쩐 쓰엉푸(昌符) 2년 ~ 호 카이다이(開大) 4년)  | [ 4 ] |
| 본기 8 | 본기전서8 | 진기 (陳紀) 4   | 부록(付祿) <호 왕조(胡朝)> | 호한트엉(胡漢蒼) | 1378년 ~ 1406년 (쩐 쓰엉푸(昌符) 2년 ~ 호 카이다이(開大) 4년)  | [ 4 ] |
| 본기 9 | 본기전서9 | 후진기 (後陳紀) | 간정제(簡定帝)             | 간정제(簡定帝)   | 1407년 ~ 1417년 (후 쩐 흥카인(興慶) 원년 ~ 명 영락(永樂) 15년) |       |
| 본기 9 | 본기전서9 | 후진기 (後陳紀) | 중광제(重光帝)             | 중광제(重光帝)   | 1407년 ~ 1417년 (후 쩐 흥카인(興慶) 원년 ~ 명 영락(永樂) 15년) |       |
| 본기 9 | 본기전서9 | 속명기 (屬明紀) |                            |                  | 1407년 ~ 1417년 (후 쩐 흥카인(興慶) 원년 ~ 명 영락(永樂) 15년) |       |

### 본기실록
| 제6책   | 제6책     | 제6책                 | 제6책                      | 제6책              | 제6책                                                           | 제6책 |
| ###     | ###       | 부제                  | 목록                       | 군주               | 시기(음력)                                                      | 비고  |
| ------- | --------- | --------------------- | -------------------------- | ------------------ | --------------------------------------------------------------- | ----- |
| 본기 10 | 본기실록1 | 여황조기 (黎皇朝紀) 1 | 태조(太祖)                 | 레 태조(黎太祖)    | 1418년 ~ 1433년 (명 영락(永樂) 16년 ~ 레 투언티엔(順天) 6년)    |       |
| 본기 11 | 본기실록2 | 여황조기 (黎皇朝紀) 2 | 태종(太宗)                 | 레 태종(黎太宗)    | 1434년 ~ 1459년 (레 티에우빈(紹平) 원년 ~ 레 티엔흥(天興) 원년) | [ 5 ] |
| 본기 11 | 본기실록2 | 여황조기 (黎皇朝紀) 2 | 인종(仁宗)                 | 레 인종(黎仁宗)    | 1434년 ~ 1459년 (레 티에우빈(紹平) 원년 ~ 레 티엔흥(天興) 원년) | [ 5 ] |
| 제7책   |           |                       |                            |                    |                                                                 |       |
| ###     | ###       | 부제                  | 목록                       | 군주               | 시기(음력)                                                      | 비고  |
| 본기 12 | 본기실록3 | 여황조기 (黎皇朝紀) 3 | 성종(聖宗) 상              | 레 성종(黎聖宗)    | 1460년 ~ 1472년 (레 꽝투언(光順) 원년 ~ 레 홍득(洪德) 3년)      | [ 6 ] |
| 본기 13 | 본기실록4 | 여황조기 (黎皇朝紀) 4 | 성종(聖宗) 하              | 레 성종(黎聖宗)    | 1473년 ~ 1497년 (레 홍득(洪德) 4년 ~ 레 홍득(洪德) 28년)        |       |
| 제8책   |           |                       |                            |                    |                                                                 |       |
| ###     | ###       | 부제                  | 목록                       | 군주               | 시기(음력)                                                      | 비고  |
| 본기 14 | 본기실록5 | 여황조기 (黎皇朝紀) 5 | 헌종(憲宗)                 | 레 헌종(黎憲宗)    | 1408년 ~ 1509년 (레 까인통(景統) 원년 ~ 레 홍투언(洪順) 원년)   |       |
| 본기 14 | 본기실록5 | 여황조기 (黎皇朝紀) 5 | 숙종(肅宗)                 | 레 숙종(黎肅宗)    | 1408년 ~ 1509년 (레 까인통(景統) 원년 ~ 레 홍투언(洪順) 원년)   |       |
| 본기 14 | 본기실록5 | 여황조기 (黎皇朝紀) 5 | 위목제(威穆帝)             | 위목제(威穆帝)     | 1408년 ~ 1509년 (레 까인통(景統) 원년 ~ 레 홍투언(洪順) 원년)   |       |
| 본기 15 | 본기실록6 | 여황조기 (黎皇朝紀) 6 | 양익제(襄翼帝)             | 양익제(襄翼帝)     | 1510년 ~ 1532년 (레 홍투언(洪順) 2년 ~ 막 다이찐(大正) 3년)     | [ 7 ] |
| 본기 15 | 본기실록6 | 여황조기 (黎皇朝紀) 6 | 소종(昭宗)                 | 레 소종(黎昭宗)    | 1510년 ~ 1532년 (레 홍투언(洪順) 2년 ~ 막 다이찐(大正) 3년)     | [ 7 ] |
| 본기 15 | 본기실록6 | 여황조기 (黎皇朝紀) 6 | 공황(恭皇)                 | 레 공황(黎恭皇)    | 1510년 ~ 1532년 (레 홍투언(洪順) 2년 ~ 막 다이찐(大正) 3년)     | [ 7 ] |
| 본기 15 | 본기실록6 | 여황조기 (黎皇朝紀) 6 | 부록(附錄) <막 왕조(莫朝)> | 막당중(莫登庸)     | 1510년 ~ 1532년 (레 홍투언(洪順) 2년 ~ 막 다이찐(大正) 3년)     | [ 7 ] |
| 본기 15 | 본기실록6 | 여황조기 (黎皇朝紀) 6 | 부록(附錄) <막 왕조(莫朝)> | 막당조아인(莫登瀛) | 1510년 ~ 1532년 (레 홍투언(洪順) 2년 ~ 막 다이찐(大正) 3년)     | [ 7 ] |

### 본기속편
| 제9책   | 제9책     | 제9책                  | 제9책                      | 제9책              | 제9책                                                           | 제9책 |
| ###     | ###       | 부제                   | 목록                       | 군주               | 시기(음력)                                                      | 비고  |
| ------- | --------- | ---------------------- | -------------------------- | ------------------ | --------------------------------------------------------------- | ----- |
| 본기 16 | 본기속편1 | 여황조기 (黎皇朝紀) 7  | 장종(莊宗)                 | 레 장종(黎莊宗)    | 1533년 ~ 1572년 (레 응우옌호아(元和) 원년 ~ 레 홍푹(洪福) 원년) | [ 8 ] |
| 본기 16 | 본기속편1 | 여황조기 (黎皇朝紀) 7  | 중종(中宗)                 | 레 중종(黎中宗)    | 1533년 ~ 1572년 (레 응우옌호아(元和) 원년 ~ 레 홍푹(洪福) 원년) | [ 8 ] |
| 본기 16 | 본기속편1 | 여황조기 (黎皇朝紀) 7  | 영종(英宗)                 | 레 영종(黎英宗)    | 1533년 ~ 1572년 (레 응우옌호아(元和) 원년 ~ 레 홍푹(洪福) 원년) | [ 8 ] |
| 본기 16 | 본기속편1 | 여황조기 (黎皇朝紀) 7  | 부록(附錄) <막 왕조(莫朝)> | 막당조아인(莫登瀛) | 1533년 ~ 1572년 (레 응우옌호아(元和) 원년 ~ 레 홍푹(洪福) 원년) | [ 8 ] |
| 본기 16 | 본기속편1 | 여황조기 (黎皇朝紀) 7  | 부록(附錄) <막 왕조(莫朝)> | 막푹하이(莫福海)   | 1533년 ~ 1572년 (레 응우옌호아(元和) 원년 ~ 레 홍푹(洪福) 원년) | [ 8 ] |
| 본기 16 | 본기속편1 | 여황조기 (黎皇朝紀) 7  | 부록(附錄) <막 왕조(莫朝)> | 막푹응우옌(莫福源) | 1533년 ~ 1572년 (레 응우옌호아(元和) 원년 ~ 레 홍푹(洪福) 원년) | [ 8 ] |
| 본기 16 | 본기속편1 | 여황조기 (黎皇朝紀) 7  | 부록(附錄) <막 왕조(莫朝)> | 막머우헙(莫茂洽)   | 1533년 ~ 1572년 (레 응우옌호아(元和) 원년 ~ 레 홍푹(洪福) 원년) | [ 8 ] |
| 본기 17 | 본기속편2 | 여황조기 (黎皇朝紀) 8  | 세종(世宗)                 | 레 세종(黎世宗)    | 1573년 ~ 1599년 (레 자타이(嘉泰) 원년 ~ 레 꽝흥(光興) 22년)     | [ 8 ] |
| 본기 17 | 본기속편2 | 여황조기 (黎皇朝紀) 8  | 부록(附錄) <막 왕조(莫朝)> | 막머우헙(莫茂洽)   | 1573년 ~ 1599년 (레 자타이(嘉泰) 원년 ~ 레 꽝흥(光興) 22년)     | [ 8 ] |
| 본기 18 | 본기속편3 | 여황조기 (黎皇朝紀) 9  | 경종(敬宗)                 | 레 경종(黎敬宗)    | 1600년 ~ 1662년 (레 턴득(愼德) 원년 ~ 레 반카인(萬慶) 원년)     |       |
| 본기 18 | 본기속편3 | 여황조기 (黎皇朝紀) 9  | 신종(神宗) 상              | 레 신종(黎神宗)    | 1600년 ~ 1662년 (레 턴득(愼德) 원년 ~ 레 반카인(萬慶) 원년)     |       |
| 본기 18 | 본기속편3 | 여황조기 (黎皇朝紀) 9  | 진종(眞宗)                 | 레 진종(黎眞宗)    | 1600년 ~ 1662년 (레 턴득(愼德) 원년 ~ 레 반카인(萬慶) 원년)     |       |
| 본기 18 | 본기속편3 | 여황조기 (黎皇朝紀) 9  | 신종(神宗) 하              | 레 신종(黎神宗)    | 1600년 ~ 1662년 (레 턴득(愼德) 원년 ~ 레 반카인(萬慶) 원년)     |       |
| 제10책  |           |                        |                            |                    |                                                                 |       |
| ###     | ###       | 부제                   | 목록                       | 군주               | 시기(음력)                                                      | 비고  |
| 본기 19 | 속편추가  | 여황조기 (黎皇朝紀) 10 | 현종(玄宗)                 | 레 현종(黎玄宗)    | 1663년 ~ 1675년 (레 까인찌(景治) 원년 ~ 레 득응우옌(德元) 2년)  |       |
| 본기 19 | 속편추가  | 여황조기 (黎皇朝紀) 10 | 가종(嘉宗)                 | 레 가종(黎嘉宗)    | 1663년 ~ 1675년 (레 까인찌(景治) 원년 ~ 레 득응우옌(德元) 2년)  |       |

### 속편
| ###   | 부제         | 목록           | 군주            | 시기(음력)                                                     | 비고 |
| ----- | ------------ | -------------- | --------------- | -------------------------------------------------------------- | ---- |
| 속편1 | 여기(黎紀) 1 | 희종(熙宗)     | 레 희종(黎熙宗) | 1676년 ~ 1705년 (레 빈찌(永治) 원년 ~ 레 빈틴(永盛) 원년)      |      |
| 속편2 | 여기(黎紀) 2 | 유종(裕宗)     | 레 유종(黎裕宗) | 1706년 ~ 1732년 (레 빈틴(永盛) 2년 ~ 레 롱득(龍德) 원년)       |      |
| 속편2 | 여기(黎紀) 2 | 혼덕공(昏德公) | 후폐제(後廢帝)  | 1706년 ~ 1732년 (레 빈틴(永盛) 2년 ~ 레 롱득(龍德) 원년)       |      |
| 속편3 | 여기(黎紀) 3 | 순종(純宗)     | 레 순종(黎純宗) | 1733년 ~ 1740년 (레 롱득(龍德) 2년 ~ 레 까인흥(景興) 원년)     |      |
| 속편3 | 여기(黎紀) 3 | 의종(懿宗)     | 레 의종(黎懿宗) | 1733년 ~ 1740년 (레 롱득(龍德) 2년 ~ 레 까인흥(景興) 원년)     |      |
| 속편4 | 여기(黎紀) 4 | 현종(顯宗) 상  | 레 현종(黎顯宗) | 1741년 ~ 1763년 (레 까인흥(景興) 2년 ~ 레 까인흥(景興) 24년)   |      |
| 속편5 | 여기(黎紀) 5 | 현종(顯宗) 하  | 레 현종(黎顯宗) | 1764년 ~ 1789년 (레 까인흥(景興) 25년 ~ 레 찌에우통(昭統) 3년) |      |
| 속편5 | 여기(黎紀) 5 | 민제(愍帝)     | 레 민제(黎愍帝) | 1764년 ~ 1789년 (레 까인흥(景興) 25년 ~ 레 찌에우통(昭統) 3년) |      |

## 베트남 신화 ( 락롱꾸언 신화 )
<대월사기전서>에 따르면 신농씨의 3세손 데 밍(vi:Đế Minh, 帝明)이 데 응이를 낳고 나서  남방을 순방하던 중 응우 링(Ngu Linh, 현재의 오령산맥)에 이르렀다. 그는 이 곳에서 무선녀(무선이라는 여인)과 결혼하여 록 뚝(Lộc Tục, 祿續)을 낳았다. 록 뚝이 총명하기 그지없어 데 밍은 몹시 사랑하여 왕위를 물려주고 싶었다. 그러나, 록 뚝이 한사코 사양하며 그의 형에게 양보하기를 고집하니, 데 밍은 그렇기에 장남인 데 응이 에게 북방을 다스리게 하고, 차남 록 뚝을 낀 즈엉 브엉(Kinh Duong Vuong, 經陽王)에 봉하여 씩 꾸이(Xich Quy)라고 하는 남방을 다스리도록 하였다. 록 똑은 동 딩 꾸언(Dong Dinh Quan)의 딸 턴 롱(Than Long, 神龍)과 혼인하여 숭 람(Sùng Lãm, 崇纜) 즉, 락 롱 꾸언(Lac Long Quan, 貉龍君)을 낳았다. 숭 람은 데 라이(데 응이의 아들이다)의 아내(개세상 홍왕, 예악미저이 라는 부분이 이 뒤에 나오는데, 이는 세상이 넓고 황량하여 예와 악이 있지 않았기 때문에, 이와 같은 결혼이 가능함을 서술하는 것이다. 따라서 데 라이의 딸 보다 아내로 해석하는 것이 더 옳다.) 어우 꺼(Au Co)와 결혼하여 100명의 남자를 낳았고, 전해지는 바에 의하면, 100여개의 알을 낳았다고 한다. 그 알에서 100여명의 아들이 나왔는데 이들이 백월족(白越族)의 선조로 알려진다. (오늘 날 베트남인들은 숭 람과 어우 꺼를 자신들의 시조로 여기고 있으며, 자기네를 백월족의 자손이라 생각하고있다.)
어느 날 숭 람이 어우 꺼에게 말하기를 나는 용의 자손이요, 당신은 산의 자손이라 물과 불은 서로 다른 까닭에 합하는 게 실로 어렵지 않겠소라고 하였다. 이들은 즉시 헤어졌는데 어우 꺼는 50여명의 아들을 데리고 산으로 돌아갔고, 숭 람도 나머지 50여명의 아들을 데리고 남쪽에 거주하였는데, 응오 씨 리엔의 주석에 의하면, '남쪽에 거주함은 곧 남해로 돌아간 것이다.' 이 때 이들은 장남을 훙 브엉(Hung Vuong, 雄王)으로 봉하여 왕위를 계승하게 하였다. 이 후의 왕들은 훙 브엉이라 불리었다.

## 같이 보기
- 홍방 왕조
- 베트남 신화
  - 숭 람 신화